# 北条景広
北条 景広（きたじょう かげひろ、天文17年（1548年） - 天正7年2月3日（1579年2月28日））は、戦国時代から安土桃山時代にかけての武将。上杉氏の家臣。北条高広の嫡男。通称は丹後守。

## 生涯
天文17年（1548年）、 北条高広の嫡男として誕生。
永禄6年（1563年）、父・高広と共に厩橋城に入り、主君・上杉謙信の関東方面の政治や軍事を助けた。その武勇から鬼弥五郎と称された。天正2年（1574年）、父の隠居により家督を継承する。
天正6年（1578年）に謙信死去によって上杉氏の御家騒動である御館の乱が起きると、上杉景虎を支持して、越後国へ進軍し上杉景勝の軍と各地で戦った。景勝は「北条丹後守（景広）さえ討ち取れば、景虎は如何にもなるべし」と配下を叱咤した。
天正7年（1579年）2月1日、景勝軍の武将・荻田長繁は、景広が府中八幡宮に参籠した帰りを狙い、数名の兵を連れて待ち伏せした。景広は長繁の槍を受け負傷し、それが致命傷となり死去した。景虎派の中心人物の一人であった景広の死によって、求心力を失った景虎派は離反者が続出し、敗北することになった。
なお、上杉謙信が景広の父・高広にあてた書状によると、景広は畠山義隆の未亡人（三条氏女）を妻にしたとする説がある（北國新聞社『加能女人系 上』）。